# 贾庙乡
贾庙乡，是中华人民共和国湖北省黄冈市团风县下辖的一个乡镇级行政单位。

## 行政区划
贾庙乡下辖以下地区：
杨家畈村、泉华村、贾庙村、漆柱山村、百丈岩村、长冲村、下石冲村、郭家垴村、小崎山村、汤漆村、大崎山村、西冲村、熊家山村、漆家河村、金鸡坳村、甘家塆村、胡家山村、水晶坳村、张家河村、杨泗坳村、向奎楼村、王家衖村、李家边村、官田畈村和仁家冲村。